# فراپهن‌باند

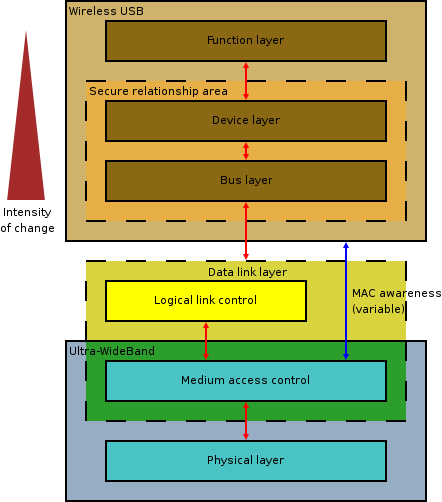
نمودار ساختار سیستم Wireless USB

فَراپهن‌باند (به انگلیسی: Ultra-wideband، UWB) یا باند فوق وسیع، یک فناوری رادیویی است که برای مخابرات بی‌سیم در سطوح پایین توان و در برد کوتاه استفاده می‌شود. در واقع این فناوری از بخش بزرگی از طیف رادیویی اما در سطوح توان کم استفاده می‌کند.
فراپهن‌باند دارای کاربردهایی در انتقال داده، فاصله‌یابی (به انگلیسی: Ranging)، موقعیت‌یابی (به انگلیسی: Positioning)، رادار، و تصویربرداری راداری غیرمشارکتی است. هزینه پیاده‌سازی این سامانه کم است.
اصل حاکم بر هر سیگنال پالسی، رابطه میان طول پالس و پهنای باند آن است. بر اساس تبدیل فوریه، پالسی به طول {\displaystyle T} ثانیه، حدود {\displaystyle 2/T} هرتز پهنای‌باند دارد. طول پالس مورد استفاده در فراپهن‌باند اغلب در محدودۀ نانوثانیه و کمتر است، بنابراین پهنای باند پالس در محدودۀ چندصد مگاهرتز تا چندین گیگاهرتز است. 
فراپهن‌باند، ذاتاً در برابر پدیدۀ محوشدگی سیگنال در اثر چندمسیره‌بودن کانال (به انگلیسی: Multipath) مقاوم است. دلیل آن، این است که طول پالس سیگنال فراپهن‌باند، به مراتب از زمان همدوسی (به انگلیسی: Coherence time) کانال کمتر است. از سوی دیگر، فراپهن‌باند، در برابر تداخل عمدی و غیرعمدی، نیز مقاوم است، چراکه پهنای‌باند آن از پهنای‌باند سیگنال تداخل‌گر بسیار بیشتر است.  
اولین سیستم بی‌سیم که توسط گولِلمو مارکونی در سال ۱۹۸۷ نمایش داده شد، خصوصیت فراپهن‌باند داشت. اساس سیستم‌های نوین فراپهن‌باند در دهه ۸۰ توسط راس و با کار در مرکز تحقیقاتی Sperry بنیان گذاشته‌شد.

## مسایل قانونی
کمیسیون فدرال مخابرات (FCC) پس از دریافت سه درخواست از سازندگان فراپهن‌باند، دستور تحقیق داد تا استفاده‌های احتمالی از این فن مشخص شود. نظرات زیادی دریافت شد. همچنین FCC بعد از هماهنگی بر محدودیت‌های فنی که NTIA برای تأیید تقاضاها لازم داشت، با تولید محدود ۳ مدل از تجهیزات UWB توان-پایین موافقت کرد. اطلاعات جمع‌آوری‌شده توسط NOI باعث‌شد که FCC در ماه مه ۲۰۰۰، آگهی برای قانون پیشنهادی ارائه‌کند.

دو مؤسسه FCC و NTIA به‌طور مشترک طیف رادیویی ایالات متحده آمریکا را مدیریت می‌کنند. بخش ۱۵ جلد ۴۷ آیین قوانین فدرال حاوی قوانین FCC برای اجازه‌دادن به عملکرد بدون پروانه برای تجهیزات توان-پایین است که معمولاً در باند تجهیزات دیگر فعالیت می‌کنند.